# Teniolophora
Teniolophora là một chi rêu trong họ Pottiaceae.